# Mahdi Wejsi
Mahdi Mehrdad Wejsi  (pers. مهدی ویسی ;ur. 2002) – irański zapaśnik walczący w stylu wolnym. 
Złoty medalista MŚ wojskowych w 2023 i brązowy w 2024. Drugi na MŚ kadetów w 2019. Trzeci na mistrzostwach Azji kadetów w 2017 i 2019 roku.